# Mary Nimmo Moran
Mary Nimmo Moran, née le 16 mai 1842 à Strathaven et décédée le 25 septembre 1899, est une artiste et graveuse américaine, spécialisée dans les paysages et le procédé de gravure à l'eau-forte.

## Biographie
Originaire de l’Écosse, Mary Nimmo est la fille de Mary et Alfred Nimmo, une famille de tisserands. Après la mort de sa mère en 1847, elle immigre aux États-Unis à l'âge de cinq ans, accompagnée de son père et son frère. La famille s’installe à Crescentville. En 1863, elle commence à étudier l'art avec son voisin le peintre et illustrateur américain Thomas Moran, avec lequel elle se marie deux années plus tard. Le couple s'installe à Philadelphie, et devient les parents de deux filles et un fils. En 1872, la famille Moran déménage à Newark, dans le New Jersey.   
En 1879, Mary Nimmo est initiée par son mari à la technique de l'eau-forte en travaillant directement sur une plaque de cuivre. Sa première gravure est un paysage de Floride, qu'elle crée à partir du souvenir d'un voyage familial en 1877. Elle réalise la plupart de ses gravures à son domicile, car les responsabilités liées à sa famille grandissante limitent fortement ses déplacements.
En 1884, la famille déménage à nouveau pour East Hampton, à Long Island. Cette ville devient alors le sujet de nombreuses gravures parmi les plus réussies de Mary Nimmo Moran. 
La maison des Moran à East Hampton se transforme en un centre d'une colonie d'artistes productive, désignée ensuite comme un lieu National Historic Landmark. Elle est également une propriété contribuant au East Hampton Village District, un quartier historique inscrit au registre national des lieux historiques.
Mary Nimmo Moran est morte de la fièvre typhoïde en 1899, après avoir soigné sa fille Ruth pendant la maladie. Elle est enterrée à côté de Goose Pond, sujet de plusieurs de ses gravures, près de sa maison à East Hampton,.

## Carrière artistique

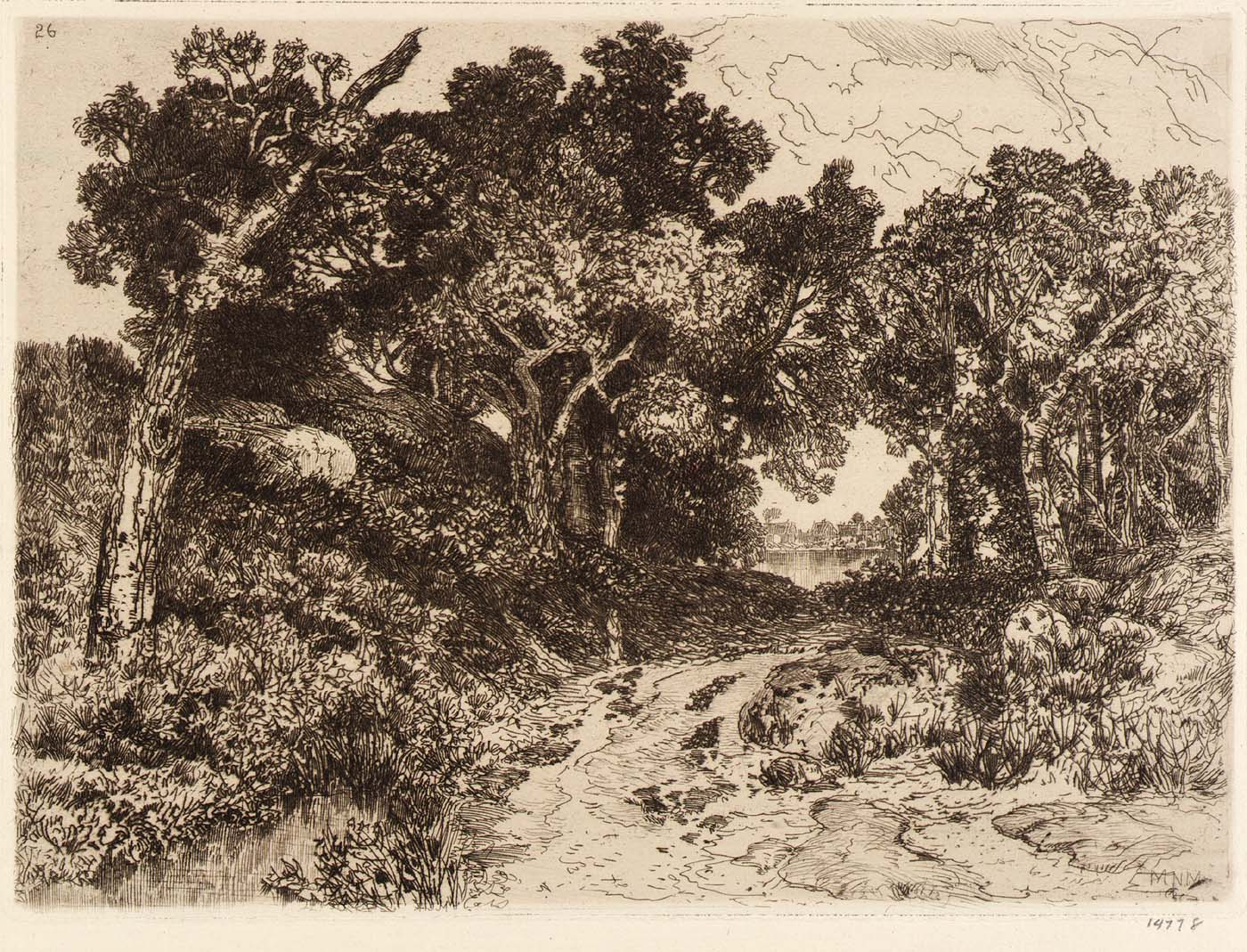
Across The Water, gravure de Mary Nimmo Moran, entre 1880 et 1890.

Mary Nimmo Moran réalise près de soixante-dix gravures de paysages, dont des scènes d'Angleterre et d'Écosse, ainsi que de Long Island, New York, du New Jersey, de la Floride et de la Pennsylvanie. Son œuvre, View of Newark from the Meadows, fait partie de la collection du Newark Museum of Art. Ses gravures sont reconnues pour leur audace et leur originalité, et sont notamment collectionnées par le critique d'art britannique John Ruskin, entre autres,. 
Mary Nimmo Moran est élue membre de la Society of Painter-Etchers de New York, puis en 1881, elle devient l'une des huit Américains et la première femme élue parmi les soixante-cinq membres originaux de la Royal Society of Painter-Etchers de Londres. 
Elle signe ses gravures "M. Nimmo Moran" ou "M. N. Moran", ce qui amène de nombreuses personnes, y compris les comités d'adhésion, à croire qu'elle est un artiste masculin.
En 1893, Mary Nimmo Moran présente ses œuvres au Woman's Building de l'Exposition universelle de Chicago.

## Reconnaissance
Le 9 juin 2011, l'œuvre Long Island Landscape de Mary Nimmo Moran, une peinture à l'huile sur tableau datant de 1880, est vendue aux enchères par les Swann Galleries pour soixante quatre mille huit cents dollars. Il s'agit de sa première peinture à apparaître aux enchères,.